# Orthotylus tenellus
Orthotylus tenellus is een wants uit de familie van de blindwantsen (Miridae). De wetenschappelijke naam werd gepubliceerd  door Carl Fredrik Fallén in 1807.

## Uiterlijk
De redelijk langwerpig gevormde blindwants is altijd macropteer (langvleugelig) en kan 4 tot 5 mm lang worden. De vrouwtjes zijn bleekgroen gekleurd, de mannetjes witachtig geel of geel. De gehele voorvleugels zijn enigszins transparant, het gedeelte van de voorvleugels dat doorzichtig hoort te zijn is lichtgrijs. De pootjes zijn geelgroen, soms geel. De antennes zijn geheel geel. De wantsen hebben opvallend zwarte ogen. De meer geeloranje gekleurde exemplaren van Orthotylus tenellus lijken op de variant van Phylus melanocephalus met de gele kop.

## Leefwijze
De volwassen wantsen kunnen van mei tot september langs bosranden en parken en tuinen worden aangetroffen op loofbomen zoals eik (Quercus), hazelaar (Corylus avellana) en Fraxinus, waar ze sap drinken van de bomen maar ook jagen op kleine insecten zoals bladluizen en bladvlooien. Er is een enkele generatie per jaar en de soort overwintert als eitje.

## Leefgebied
In Nederland is de soort algemeen. Het verspreidingsgebied is Palearctisch, van Europa tot de Kaukasus en het Midden-Oosten en Tunesië in Noord-Afrika.